# 莫罗雷亚蒂诺
莫罗雷亚蒂诺（義大利語：Morro Reatino），是意大利列蒂省的一个市镇。总面积15.82平方公里，人口365人，人口密度23.1人/平方公里（2009年）。ISTAT代码为057045。